# أصل (تآلف)

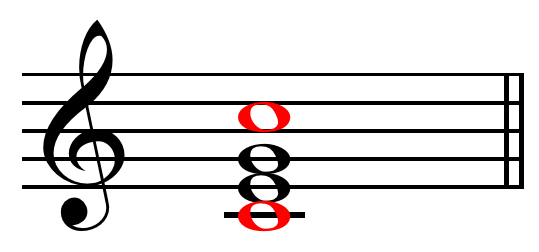
أصل (بالأحمر) كورد دو كبيرة. الأصل مضاعف في الأوكتاف.

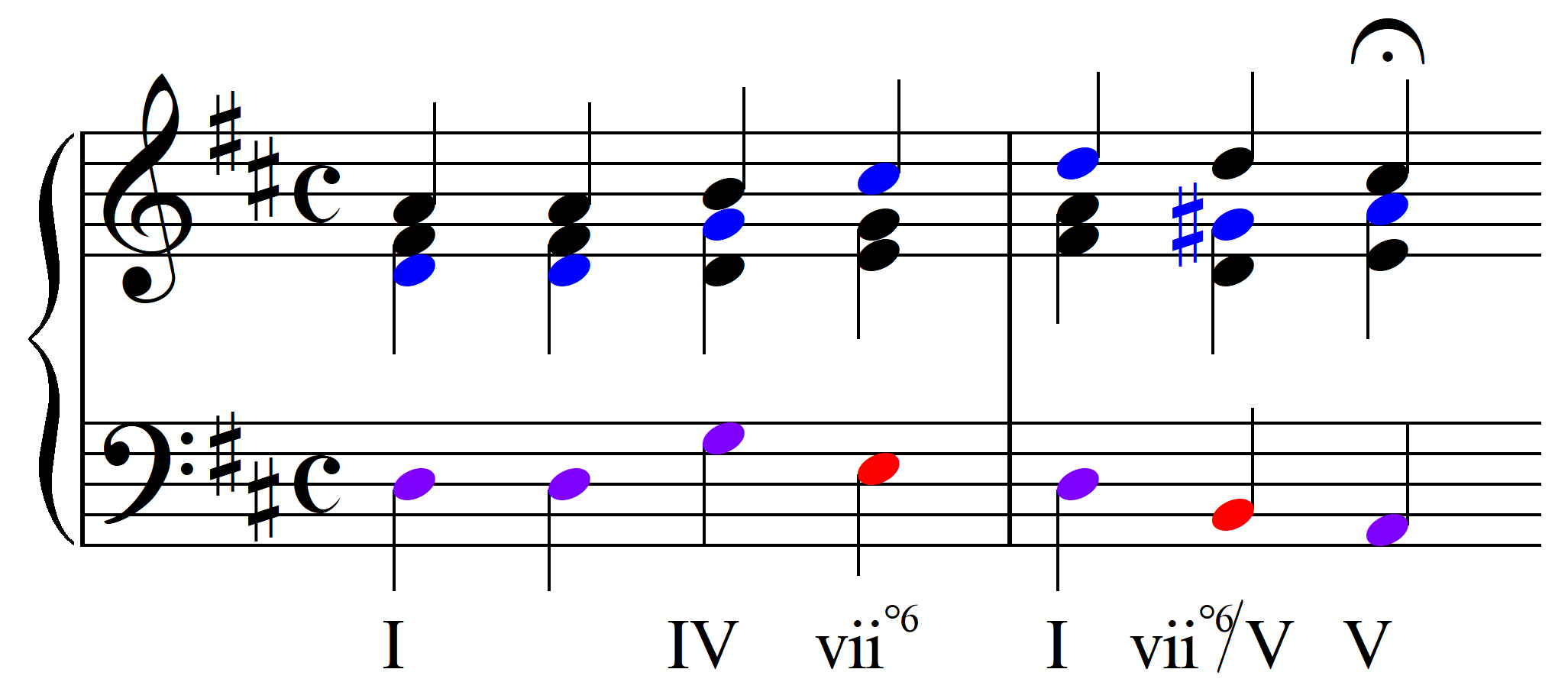
نوطات الأصل (أزرق) ونوطات البيس (أحمر) والإثنتان معا (بنفسجي) من كورال من القرن 18

في نظرية الموسيقى، يتمثل مفهوم الأصل (بالإنجليزية: Root)‏ في فكرة أنه يمكن تمثيل وتسمية كورد معينة انطلاقا من واحدة من نوطاتها، ويرتبط بالتفكير التناغمي. ويمكن من خلال هذه الطريقة قول «كورد دو» للتعبير عن الكورد المبنية على دو، والتي تمثل فيها دو الأصل. عندما يشار لكورد في الموسيقى الكلاسيكية أو الشائعة دون ذكر نوعها (كبيرة أو صغيرة في أغلب الحالات)، يفترض أنها ثالوث كبير، والذي يتضمن بالنسبة لدو كلا من دو ومي وصو. ليس من الضروري أن يكون الأصل هو نوطة البيس والتي هي أكثر توطات الكورد انخفاضا، بحيث يرتبط الأصل بانقلاب الكوردات، فالكور، تحافظ على أصلها بالرغم من قلبها.
بالنسبة لثالوث معين، الأصل هو النوطة التي توضع فوقها الثالثات التي تلي هذه النوطة. على سبيل المثال، أصل ثالوث مثل دو كبيرة هو دو، ولا يؤثر على ذلك الترتيب العمودي الذي تمثل به النوطات الثلاث (دو ومي وصو). يمكن أن يكون الثالوث في ثلاث وضعيات: وضعية الأصل، والتي يكون فيها الأصل في البيس (الأصل أكثر النوطات انخفاضا، بحيث يكون الترتيب دو، مي، صو أو دو، صو، مي من أكثر النوطات انخفاضا إلى أعلاها)، انقلاب أول، فيصبح الترتيب مي، دو، صو أو مي، صو، دو (النوطة التي تعلو الأصل بمسافة ثالثة هي الأكثر انخفاضا، وفي هذه الحالة هي مي)، وانقلاب ثاني، فيصبح الترتيب صو، دو، مي أو صو، مي، دو، بحيث تكون النوطة التي تعلو الأصل بمسافة خامسة (صو) هي النوطة الأكثر انخفاضا.
بغض النظر عن كون الكورد في وضع الأصل أو في أحد الانقلابات يبقى الأصل هو نفسه في الحالات الثلاث. تتوفر «كوردات السابعة» التي تتكون من أربع نوطات على أربع وضعيات ممكنة، بحيث يمكن عزف الكورد بحيث يكون الأصل هو نوطة البيس، أو تكون النوطة التي تعلو الأصل بثالثة هي نوطة البيس (انقلاب أول)، أو تكون النوطة التي تعلو الأصل بخامسة هي نوطة البيس (انقلاب ثاني)، أو تكون النوطة التي تعلو الأصل بسابعة هي نوطة البيس (انقلاب ثالث). تتوفر «كوردات التاسعة» التي تتكون من خمس نوطات على خمس وضعيات، إلخ، لكن وضعية الأصل هي دائما التي توضع فيها ثالثات فوق بعضها، ويكون فيها الأصل أكثر النوطات انخفاضا.

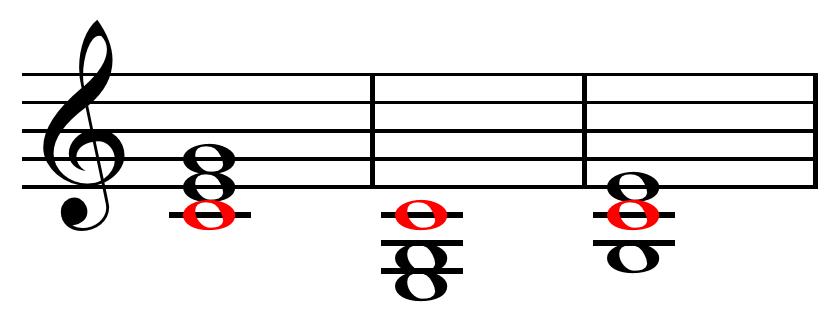
كوردات دو كبيرة في وضعية الأصل، الانقلاب الأول، والانقلاب الثاني ، ، أو.
أصول الكوردات (كلها دو) بالأحمر.

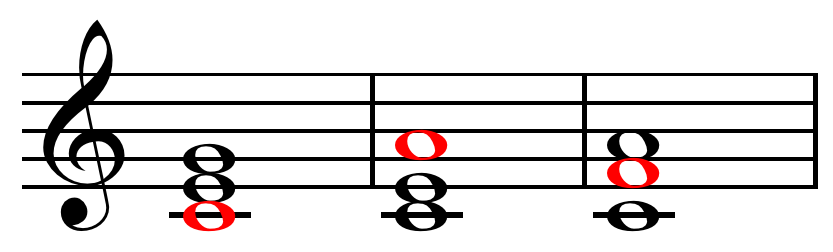
كوردات دو كبيرة في وضعية الأصل، الانقلاب الأول، والانقلاب الثاني فوق دو بيس, ، أو.
أصول الكوردات بالأحمر.